# Des Sire de Malétroit Tür
Des Sire de Malétroit Tür (engl. The Sire De Malétroit's Door) ist eine Erzählung des schottischen Schriftstellers Robert Louis Stevenson, die im März 1878 in dem britischen Literaturmagazin „Temple Bar“ erschien.

## Inhalt
Während des Hundertjährigen Krieges: Im September 1429 streicht der 21-jährige Kavalier Denis de Beaulieu aus Bourges durch das nächtliche Château-Landon. Auf der Flucht vor einer Abteilung angetrunkener englischer Söldner sucht Denis Rettung im Stadthaus der Malétroits. Merkwürdig – die stabile Tür gibt nach. Er tritt in den Hof der ihm ganz unbekannten Familie ein. Die Tür schnappt zu und lässt sich nicht wieder öffnen. Denis sitzt in der Falle. Der alte Sire Alain de Malétroit hat Denis schon erwartet und redet ihn mit „Mein teurer Neffe“ an. Denis verwahrt sich mit einem Wutausbruch dagegen. Die vermaledeite Tür will er gleich einmal mit seinem Schwert in Stücke schlagen. Messire de Malétroit versteht keinen Spaß. Der alte Edelmann führt dem jungen Ankömmling seine Nichte Blanche de Malétroit – ein unberührtes makelloses Fräulein – zu. Blanche – entsetzt – versichert dem Onkel, das sei nicht ihr Kapitän Florimond de Champdivers. Der Alte bedauert ungerührt. Er habe vergeblich versucht, den Kapitän, der die Ehre seines Hauses befleckt habe, aufzuspüren. Nun habe Gott anstelle des Galans den jungen Edelmann aus Bourges gesandt. Sei’s drum, Sire Alain bleibt bei der launigen „Stegreifheirat“ und gibt dem Ehepaar in spe zwei Stunden zum näheren Kennenlernen.
Ein Priester in Soutane ist zur Stelle, doch Denis möchte nicht gleich heiraten. Gegen die Übermacht der anrückenden Knappen des Sire Alain kommt er nicht an. Nein, Denis will nicht. Dann muss er eben sterben, bestimmt sein Widerpart. Blanche will unter diesen Umständen geheiratet werden. Sie versichert Denis, er sei der edelste Mann, der ihr je begegnet wäre und fragt an: „Findet Ihr mich schön?“ Denis muss bejahen, will aber nicht aus Mitleid geheiratet werden. Es geht hin und her. Blanche kehrt zwischendurch das stolze Edelfräulein heraus. Denis lacht bitter. Die gesetzten zwei Stunden sind vorüber. Der Morgen dämmert. Robert Louis Stevenson bietet dem Leser ein Happy End. Denis zu Blanche: „Ich liebe Euch mehr als die ganze Welt.“ Der alte de Malétroit tritt wieder auf. Der Sire wünscht dem neuen Neffen einen guten Morgen.

## Rezeption
- Wirzberger[3] hebt den Widerstreit der Gefühle in Denis hervor und betont Blanches Offensive bei der Gestaltung ihrer Zukunft. In dem Sinne handelten zwei moderne junge Menschen im mittelalterlichen Gewande.
- Die Erzählung habe anfangs The Sire De Malétroits Mousetrap geheißen.[4] Realistische Motivierung fehle. Sire Alain stehe „für das Böse als zeitloses Paradox“[5]. Die Betonung psychischer Vorgänge empfindet Dölvers als ordnendes Strukturelement.[6]
- Reinbold nimmt die kleine Geschichte als einen der Versuche Robert Louis Stevensons, „sich in die mittelalterliche Welt hineinzudenken“[7].

## Adaptionen
Film
- 1951 USA: Hinter den Mauern des Grauens (The Strange Door[8]) Schwarzweißfilm von Joseph Pevney mit Charles Laughton als Sire Alain, Richard Wyler als Denis und Sally Forrest[9] als Blanche.

Rundfunk
- 4. August 1947 im Sender Escape[10]: Hörspiel von Les Crutchfield mit Elliott Lewis[11].
- 1951: Die Tür des Sire de Maletroit von Hans Rosenhauer mit Joseph Offenbach.

## Deutschsprachige Literatur

### Ausgaben
- Die geheimnisvolle Tür und andere unheimliche Geschichten. Drei Erzählungen (Die geheimnisvolle Tür. Der Pavillon auf den Dünen. Markheim). Übertragen und herausgegeben von Liselotte Blechmann. Illustrationen: Ernst Hermann Holthoff. Bastion Verlag Düsseldorf 1949. 182 Seiten.
- Quartier für die Nacht. Will von der Mühle. Novellen. Insel-Bücherei Nr. 234. Übertragen von Irma und Albrecht Schaeffer (Nachwort), Insel-Verlag, Leipzig 1951. 80 Seiten
- Robert Louis Stevenson: Des Sire de Malétroit Tür. S. 3–29. (Übersetzer: Curt Thesing) in Robert Louis Stevenson: Das rätselvolle Leben. Meistererzählungen. (Des Sire de Malétroit Tür. Markheim. Olalla. Der seltsame Fall Dr. Jekyll und Mr. Hyde. Die krumme Janet. John Nicholsons unglückselige Abenteuer. Will von der Mühle. Der Pavillon auf den Dünen) Nachwort von Karl-Heinz Wirzberger. Dieterich’sche Verlagsbuchhandlung, Leipzig 1953, 400 Seiten.[A 2]
- Die Tür des Sire de Maletroit. Das neue Abenteuer Heft 371. Verlag Neues Leben, Berlin 1977

### Sekundärliteratur
- Horst Dölvers: Der Erzähler Robert Louis Stevenson. Interpretationen. Francke Verlag, Bern 1969, ohne ISBN (200 S.).
- Michael Reinbold: Robert Louis Stevenson. Rowohlt, Reinbek 1995, ISBN 3-499-50488-X.